# Alfa Romeo 2600
Alfa Romeo 2000 (serie 102) är en personbil, tillverkad av den italienska biltillverkaren Alfa Romeo mellan 1958 och 1962.
Alfa Romeo 2600 (serie 106) är den sexcylindriga version som ersatte 2000 och som tillverkades mellan 1962 och 1968.
Bilen efterträddes av den mindre, fyrcylindriga Alfa Romeo 1750.

## Bakgrund
Alfa 2000 byggde vidare på tekniken från 1900. Största skillnaden var en rymligare, modernare kaross och femväxlad växellåda. Tvådörrars-versionerna hade nu golvspak. Ersättaren 2600 hade sexcylindrig motor och skivbromsar fram. 1963 infördes skivor även bak.
Produktionssiffrorna för den stora Alfan var blygsamma. Speciellt Berlinan var svårsåld och stod bara för en dryg fjärdedel av tillverkningen.

## Motor
2000:

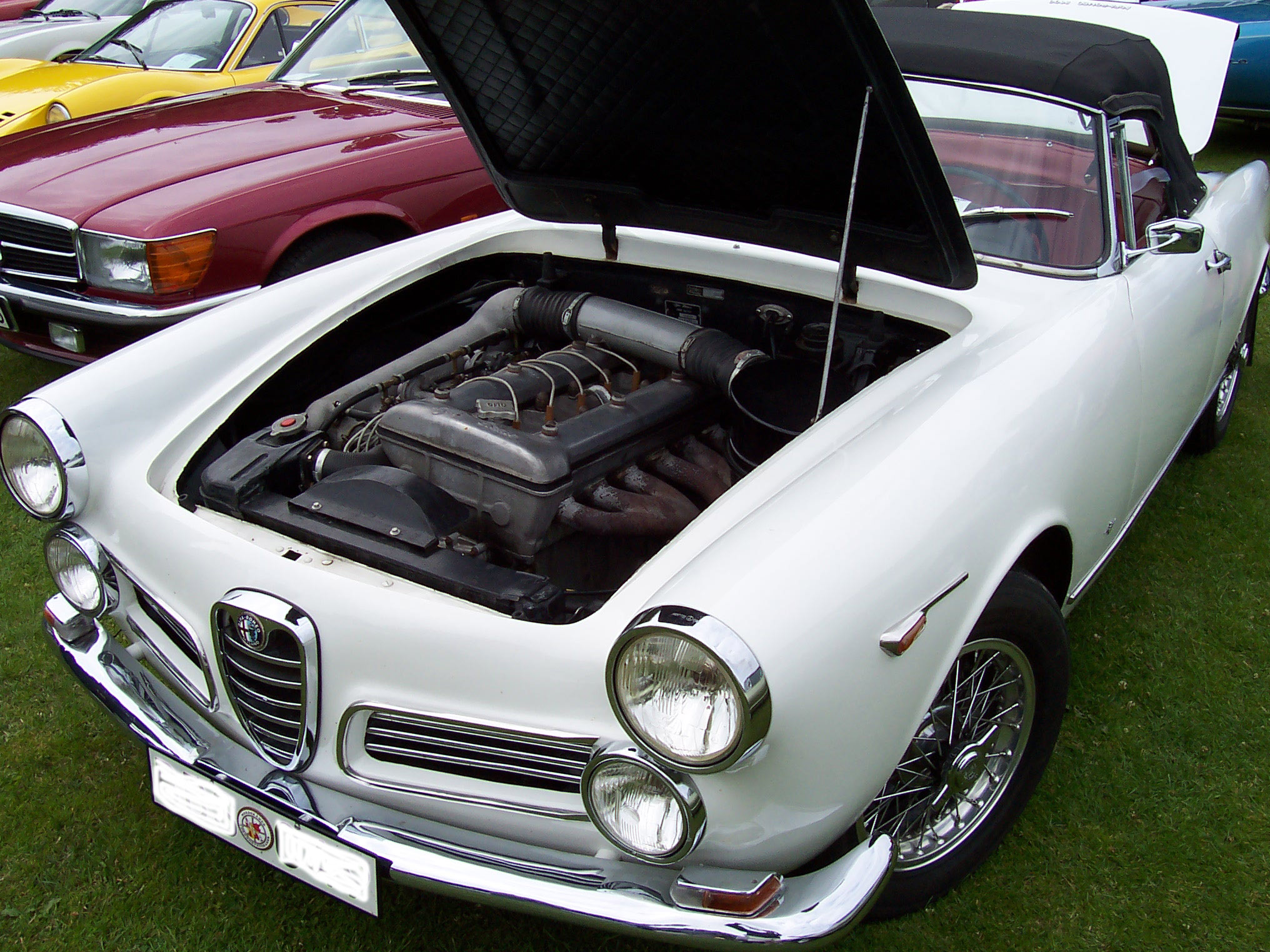
Alfa Romeo 2600 motor

Den fyrcylindriga 2000 övertog tvålitersmotorn från företrädaren 1900.
| Modell         | Cylindervolym | Förgasare    | Kompression | Effekt |
| -------------- | ------------- | ------------ | ----------- | ------ |
| Berlina        | 1975 cm³      | Enkel Solex  | 8,25:1      | 105 hk |
| Sprint, Spider | 1975 cm³      | Dubbla Solex | 8,5:1       | 115 hk |

2600:
Med 2600 från 1962 infördes en sexcylindrig helaluminiummotor. Den var närmare släkt med Giulia-motorn än företrädarens fyra.
| Modell         | Cylindervolym | Förgasare    | Kompression | Effekt |
| -------------- | ------------- | ------------ | ----------- | ------ |
| Berlina        | 2584 cm³      | Dubbla Solex | 8,5:1       | 130 hk |
| Sprint, Spider | 2584 cm³      | Tre Solex    | 9,0:1       | 145 hk |

## Berlina
Sedan-versionen av 2000 var försedd med tidsenliga fenor. Den tillverkades i 2 942 exemplar mellan 1958 och 1962. Med introduktionen av 2600 moderniserades karossen med uppfräschad akter och ny front med dubbla dimljus Den tillverkades i 2 092 exemplar mellan 1962 och 1968. Hjulbasen är 2,72 m.

## Spider
Carrozzeria Touring ersatte sin coupé på 1900-chassit med en roadster. 2000-varianten tillverkades i 3 443 exemplar mellan 1958 och 1962. 2600 hade, som Berlinan, en modifierad front med dimljus. Den tillverkades i 2 255 exemplar från 1962 fram till Tourings konkurs 1965. Hjulbasen är 2,50 m.

## Sprint
Coupé-versionen Sprint introducerades 1960. Den byggdes av Bertone och kan ses som en förövning inför den mindre Giulia Sprint GT. Den något undermotoriserade 2000 tillverkades i 704 exemplar fram till 1962. 2600, med modifierade strålkastare och kromutsmyckning, tillverkades i 6 999 exemplar mellan 1962 och 1968. Hjulbasen är 2,58 m.

## 2600 Sprint Zagato
Zagatos coupé-version var mycket lik den kaross man byggt på Lancia Flaminia-chassit sedan 1958, men till skillnad från Lancian hade Alfan stålkaross. 105 exemplar tillverkades mellan 1965 och 1967. Hjulbasen är 2,50 m.

## 2600 Berlina de Luxe
Officine Stampaggi Industriali (OSI) byggde en betydligt mer attraktiv sedan-version än standard-Berlinan. Endast 54 exemplar tillverkades mellan 1966 och 1967, vilket inte hjälpte OSI:s knackiga finanser. Bilen hade Sprintens trippelförgasarmotor. Hjulbasen är 2,72 m.

## FNM
Sedan produktionen av 2000 Berlina avslutats i Italien, fortsatte den hos Fábrica Nacional de Motores (FNM) i Brasilien, som FNM 2000. 1969 förstorades motorn till 2,15 liter och bilen tillverkades som FNM 2150 fram till 1974.

## Bilder

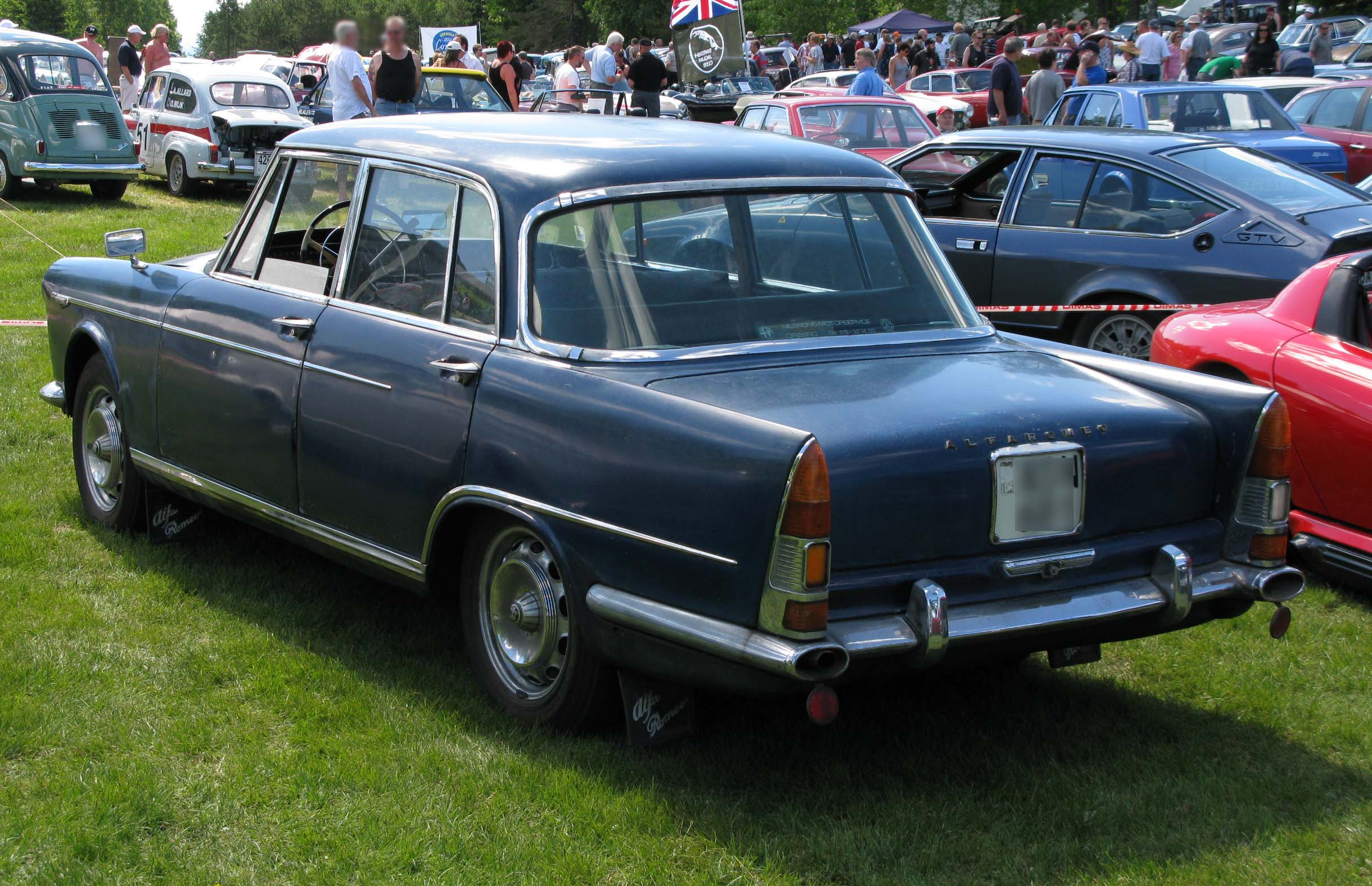
2000 Berlina
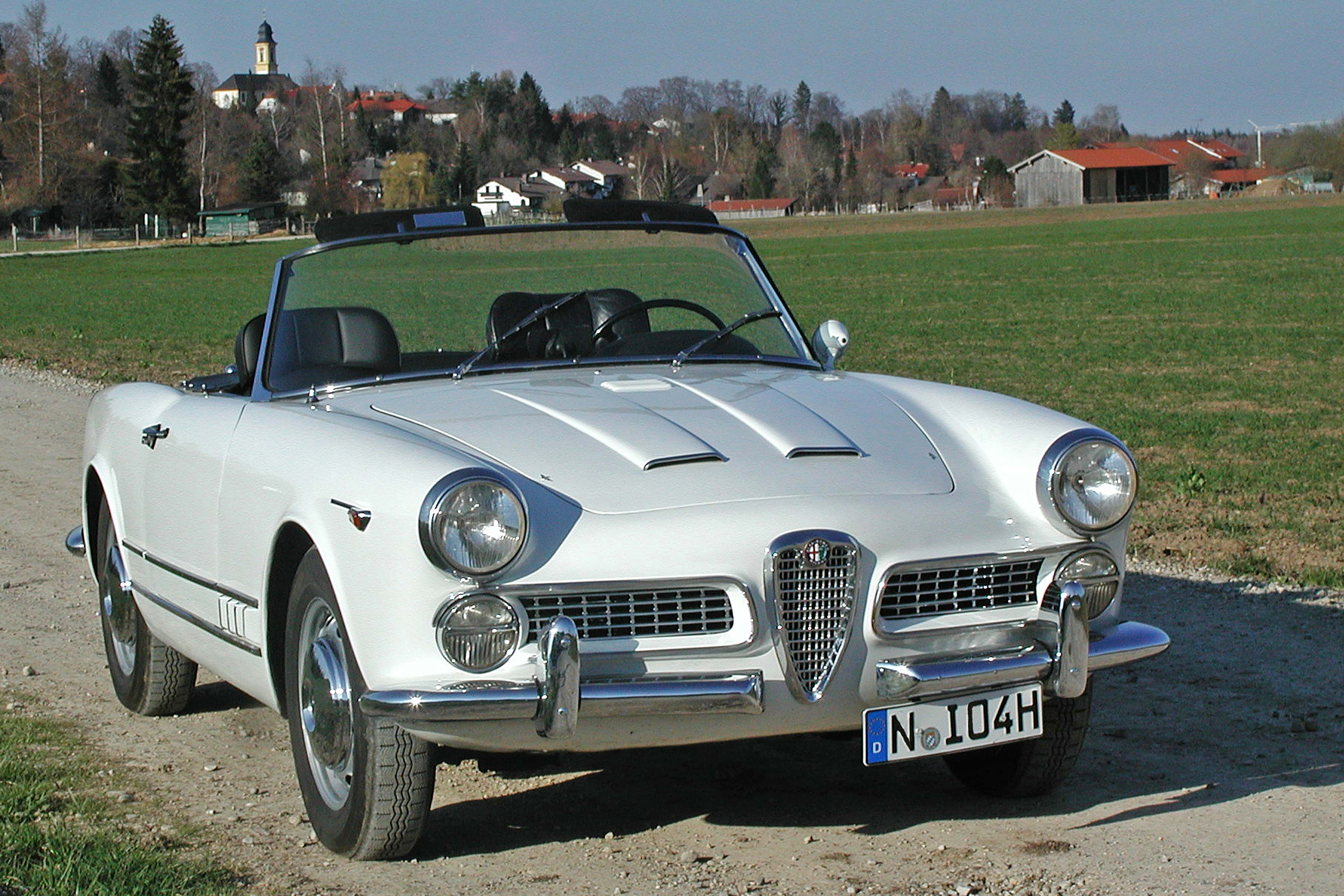
2000 Spider
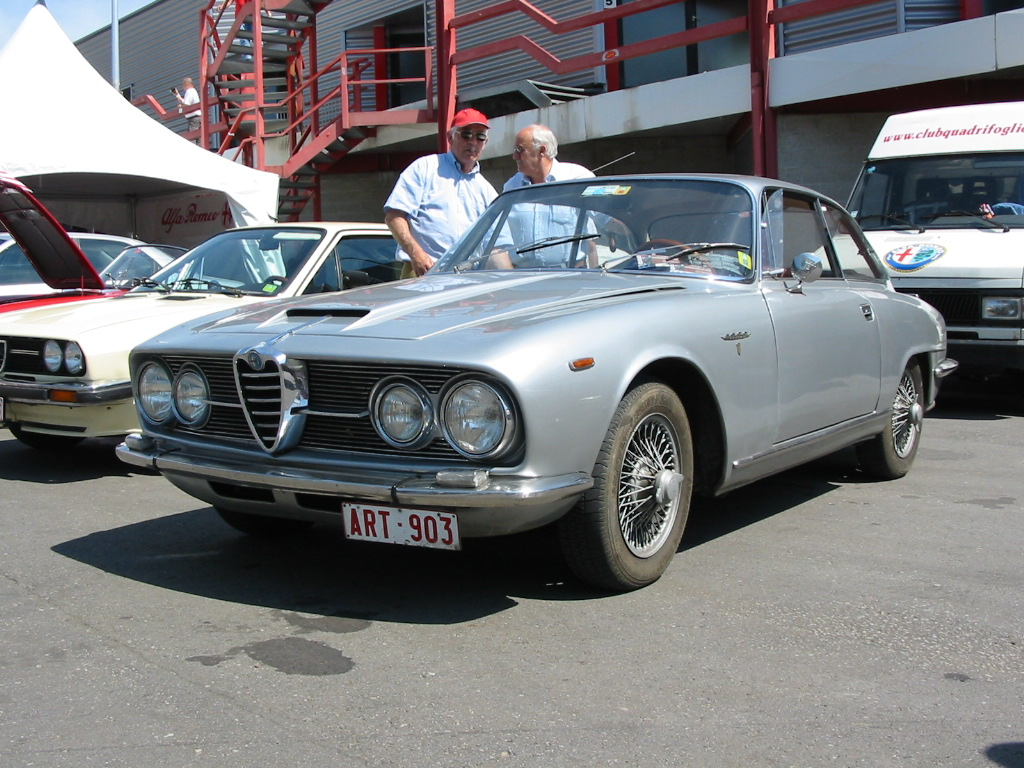
2600 Sprint
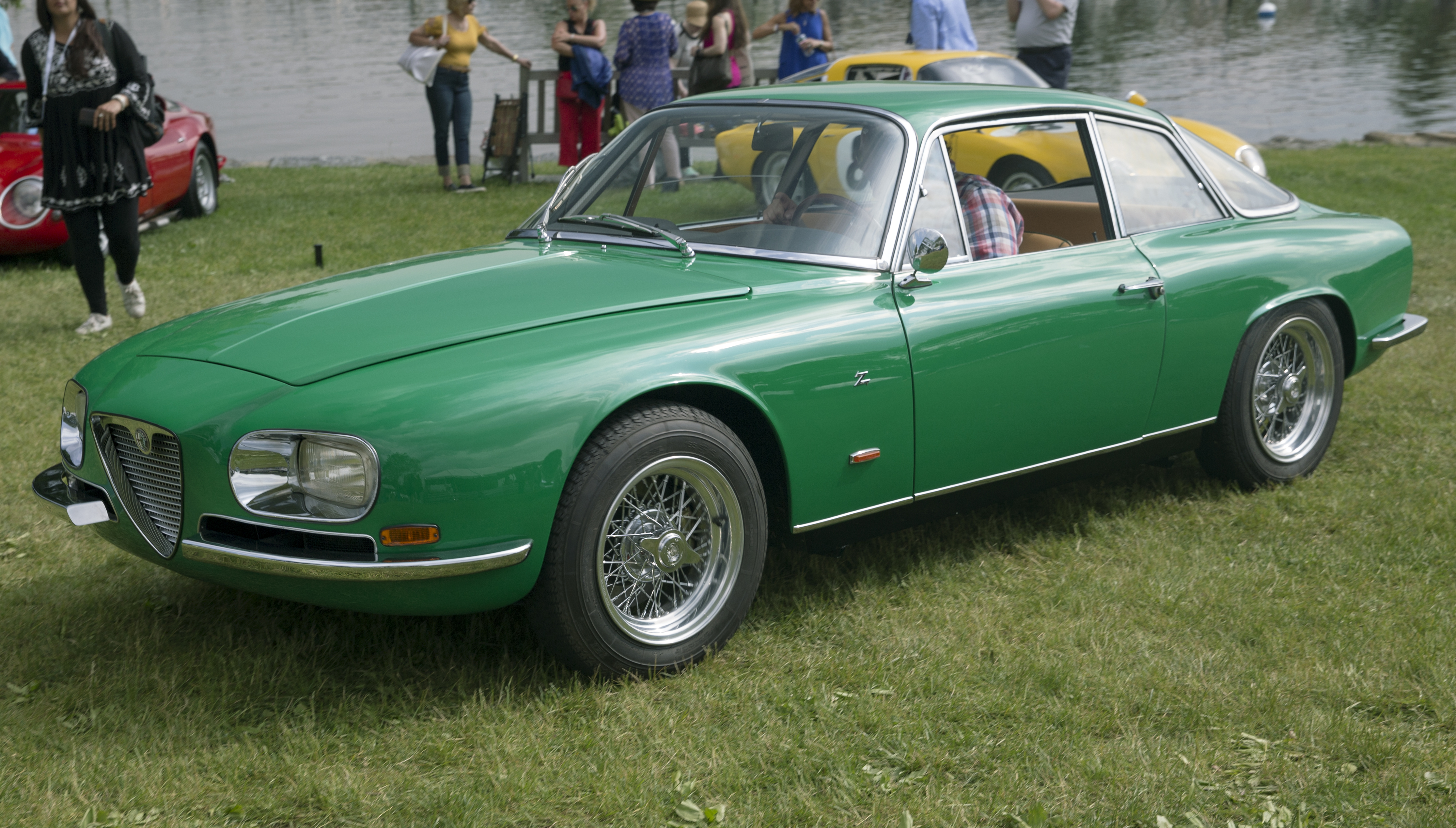
2600 SZ
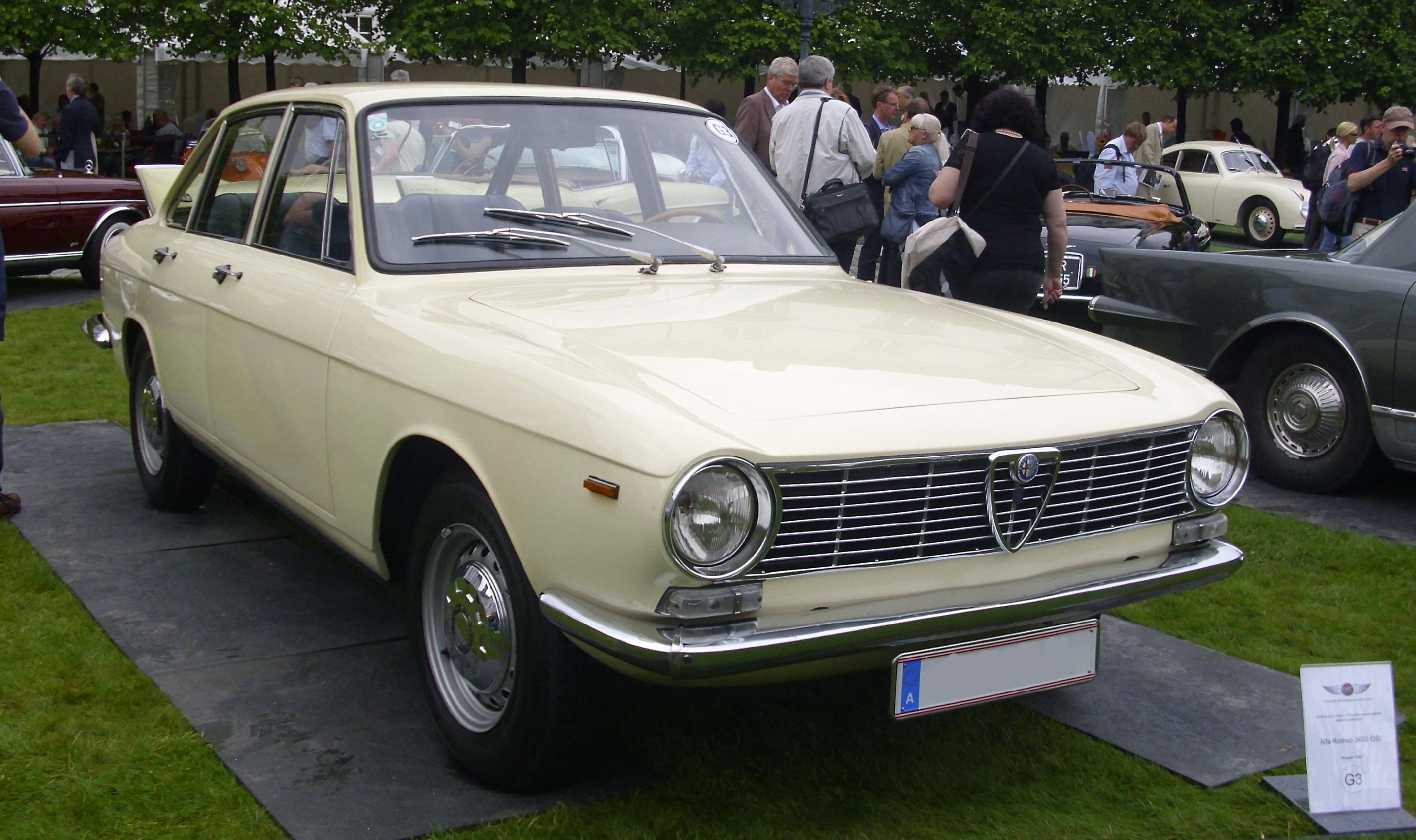
2600 Berlina de Luxe
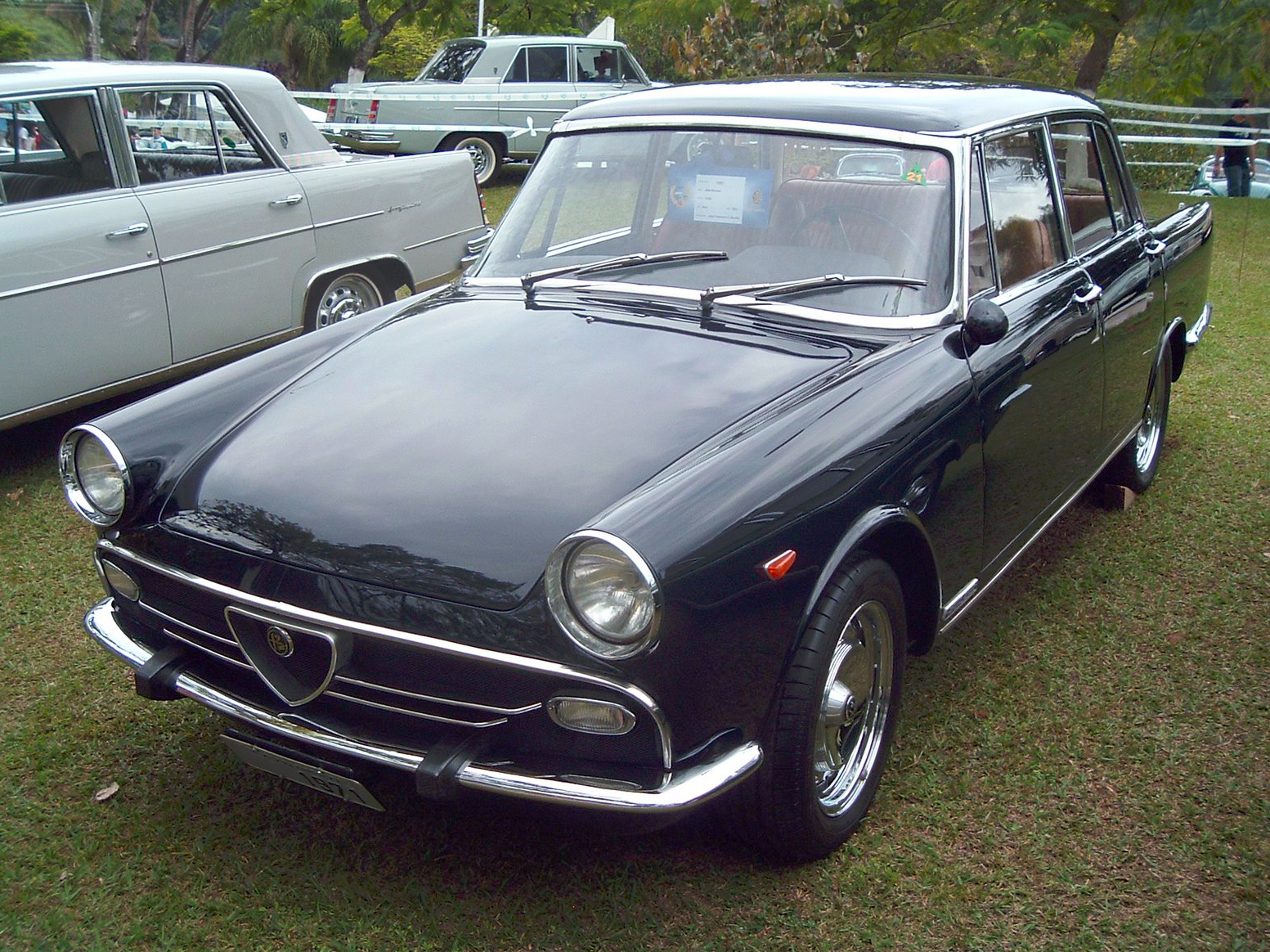
FNM 2150